# Philadelphus satsumi
Philadelphus satsumi är en hortensiaväxtart som beskrevs av Philipp Franz von Siebold, John Lindley och Joseph Paxton.
Philadelphus satsumi ingår i släktet schersminer och familjen hortensiaväxter. Inga underarter finns listade i Catalogue of Life.

## Bildgalleri

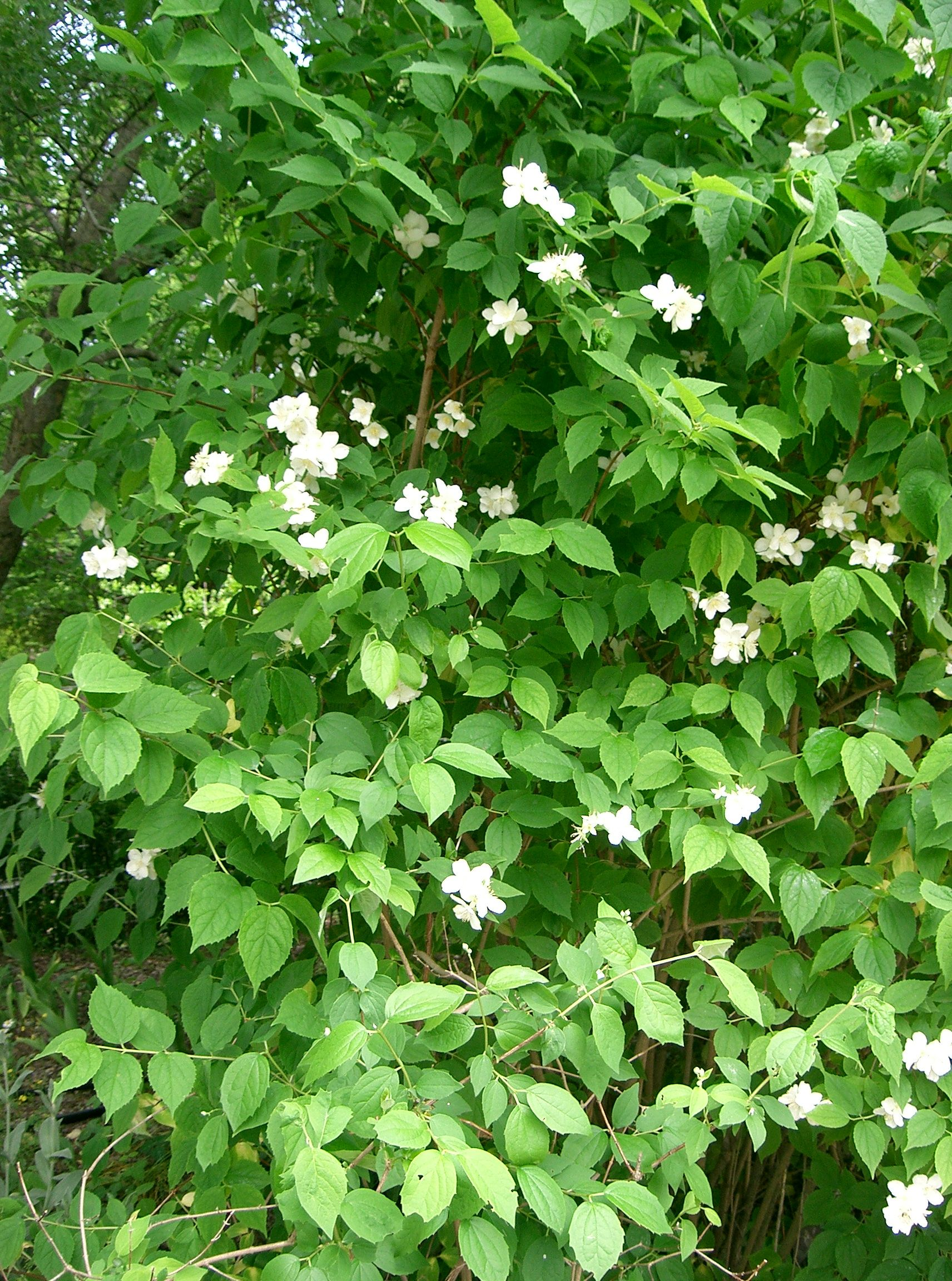
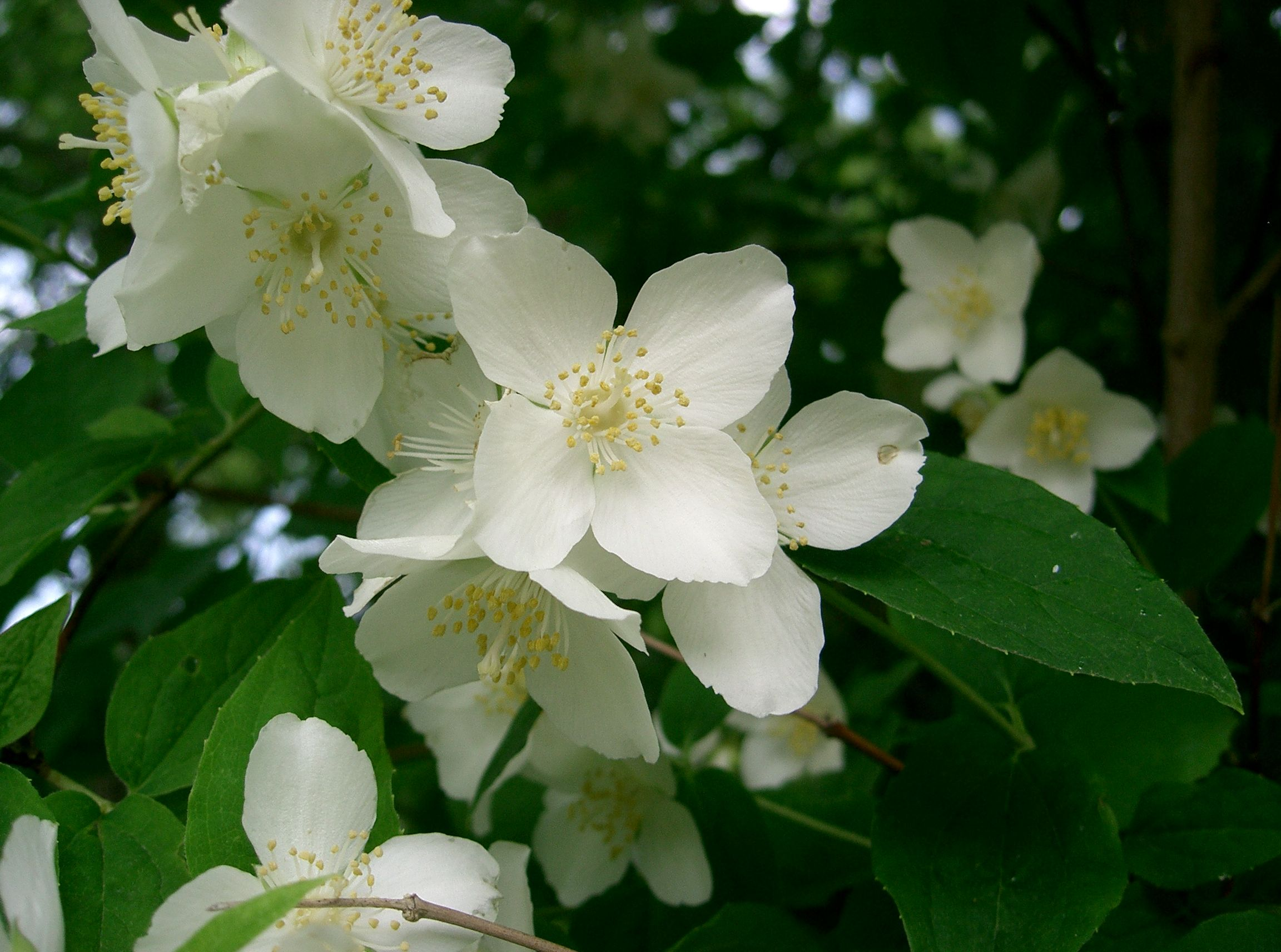